# Instinct primal
Série Maneater
L'Antre de l'araignée
(26 août 2007)
Pour plus de détails, voir Fiche technique et Distribution.
Instinct primal (Blood Monkey) est un film d'horreur américano-thaïlandais réalisé par Robert Young, d'abord sorti en vidéo en 2007 puis diffusé le 27 janvier 2008 sur Sci-Fi Channel. Il s'agit du premier film de la collection Maneater series.

## Synopsis
Six étudiants américains et leur professeur décident d'aller dans la jungle africaine afin d'étudier le comportement des singes. Mais leur voyage d'étude ne va pas se dérouler comme prévu : les singes sont devenus des singes tueurs, capables de tuer tout être humain croisant leur passage.

## Fiche technique
- Titre : Instinct primal
- Titre original : Blood Monkey
- Réalisation : Robert William Young
- Scénario : George LaVoo (en) et Gary Dauberman, d'après une histoire de George LaVoo
- Production : Charles Salmon
- Musique : Charles Olin et Mark Ryder
- Photographie : Choochart Nantitanyatada
- Montage : Anuradha Singh
- Distribution : Carl Proctor
- Décors : Jon Bunker
- Costumes : Chantika Kongsillawat
- Pays de production :  Thaïlande,  États-Unis
- Compagnie de production : Thai Occidental Productions
- Compagnie de distribution : RHI Entertainment
- Format : Couleurs - 1,85:1 - Dolby Digital - 35 mm
- Genre : Horreur
- Durée : 90 minutes
- Date de sortie : 27 janvier 2008 (Sci-Fi Channel)
- Interdit aux moins de 12 ans

## Distribution
- F. Murray Abraham : le professeur Conrad Hamilton
- Prapimporn Karnchanda (de) : Chenne
- Matt Ryan : Seth Roland
- Amy Manson : Amy Armstrong
- Matt Reeves : Greg Satch
- Laura Aikman (en) : Sydney Maas
- Sebastian Armesto : Josh Dawson
- Freishia Bomanbehram (ja) : Dani Sudeva

## DVD
En France, le film est sorti en DVD Keep Case chez Aventi le 17 février 2009 en français 2.0 au format 1.77:1 4/3 non anamorphique et sans suppléments. (ASIN B001S9HR44)